# Miss Australia
Miss Australia fue un concurso de belleza nacional en Australia llevado a cabo entre 1926 y 2000. Se encargaba de recaudar fondos para organizaciones benéficas y seleccionar representantes del país para concursos internacionales como Miss Universo y Miss Internacional.

## Historia

### 1907-1937
El primer concurso nacional documentado de Australia comenzó en 1907, cuando la revista The Lone Hand, con sede en Sídney, organizó un concurso nacional para encontrar a la «mujer ideal» de Australia. El concurso surgió como respuesta a un desafío lanzado por el Chicago Tribune, que retaba a The Lone Hand a demostrar que Australia tenía mujeres tan hermosas como las de Estados Unidos. Las participantes debían tener más de 16 años y no ser actrices o modelos profesionales, y enviaban fotografías desde todo el país. En noviembre del año siguiente, Alice Buckridge, una asistente de tienda de Victoria, fue anunciada como la «ganadora australasiana».

«The Lone Hand es desafiado por el Chicago Tribune a producir una chica australiana tan hermosa como la belleza seleccionada de Estados Unidos. Aceptamos el desafío y esperamos establecer que la australiana es el tipo más bello del mundo.
The Lone Hand, 1 de noviembre de 1907

En 1926, Smith's Newspapers Ltd, propietario de Smith's Weekly y The Guardian, lanzó un nuevo concurso con el lema «en busca de la mujer perfecta de un continente». Este concurso atrajo a más de 1000 participantes, y las finalistas debían desfilar en traje de día, traje de noche, trajes de baño y ropa deportiva. Un panel de artistas seleccionó a Beryl Mills, una estudiante universitaria de Australia Occidental, como la ganadora. Mills recibió el título de «Miss Australia 1926». El concurso se suspendió durante los años de la Gran Depresión a finales de la década de 1920 y principios de la década de 1930.
El concurso de Miss Australia de 1936-37 se llevó a cabo con el objetivo específico de encontrar a una joven que representara a la nación en la coronación de Eduardo VIII. Los organizadores buscaban una mujer que reuniera condiciones como «salud perfecta, personalidad, porte, capacidad para vestir con elegancia (sin parecer un maniquí), buena educación (sin necesariamente ser una persona de alta cultura), y habilidad en algún deporte, sin necesariamente ser una campeona». La ganadora de ese año fue Sheila Martin, una estudiante de ciencias de 21 años de Wagga Wagga, quien se convirtió en Miss Australia 1937. Su premio fue un viaje escoltado a Gran Bretaña para presenciar la coronación. Después de este concurso, Miss Australia no se realizó nuevamente hasta después de la Segunda Guerra Mundial.

### 1945-1949
Cuando el concurso de Miss Australia resurgió en 1945, adoptó un nuevo papel como evento de recaudación de fondos para diversas organizaciones benéficas relacionadas con la guerra, incluyendo apelaciones para veteranos de guerra y Legacy, una organización sin ánimo de lucro fundada en 1923 por exmilitares que brinda apoyo a las familias de hombres y mujeres de la Fuerza de Defensa Australiana que han perdido la vida o la salud en guerras. Por primera vez, las participantes debían recaudar una cantidad determinada de dinero para caridad como cuota de inscripción. Se llevaron a cabo concursos anuales desde 1946 hasta 1949. A partir de esta década, se enfatizó más el papel de las ganadoras de Miss Australia como embajadoras no oficiales de la nación y sus deberes como promotoras de productos australianos en el extranjero.

### Década de 1950
La competencia de Miss Australia se vio interrumpida en 1950 debido a una disputa entre los organizadores. La disputa se centró en la organización y la selección de la ganadora, específicamente en la decisión de la junta de Nueva Gales del Sur de no permitir que Miss Victoria, Margaret Soulsby, compitiera por el título de Miss Australia. Esto llevó a la cancelación del concurso, ya que la junta nacional no pudo llegar a un acuerdo con la junta de Nueva Gales del Sur sobre cómo proceder con la competencia.
Sin embargo, a partir de 1953, Bernard Dowd, director gerente de Dowd Associates, fabricante australiano de la marca de lencería estadounidense Hickory, se convirtió en patrocinador y organizador del concurso. En 1954, el concurso se convirtió en la principal recaudadora de fondos de la Asociación Australiana de Parálisis Cerebral (ACPA, por sus siglas en inglés) ya que en la década los servicios para discapacitados eran mínimos y costosos. Adicionalmente, el concurso envió a las representantes de Australia al concurso Miss Universo entre 1953 y 1954.

### Década de 1960 y 1970
Durante la década de 1960, el concurso de Miss Australia recibió el apoyo de varias empresas multinacionales. Además de Hickory, patrocinador desde 1953, se sumaron Ford Motor Company y Coca-Cola. Un acuerdo con la empresa tabacalera W D & H O Wills no fue renovado debido a su incompatibilidad con la promoción de la salud y el bienestar de la mujer australiana. Este período también se caracterizó por la inclusión de participantes aborígenes y de las Islas del Estrecho de Torres en el concurso.
Entre 1960 y 1968, el concurso Miss Australia envió representantes al concurso Miss Internacional, enviando a la ganadora del año anterior a representar a Australia en el concurso internacional.
Tania Verstak, coronada Miss Australia 1961 el 25 de octubre de dicho año, fue la primera ciudadana naturalizada en ganar el título, habiendo nacido en China de padres rusos. Posteriormente, Verstak ganó Miss Internacional 1962 en Long Beach (Estados Unidos) representando a Australia.
En 1965, los propietarios de Toyomoto Australia Pty Ltd. presentaron la corona del concurso, una pieza elaborada a mano en plata, con terciopelo azul y más de 800 perlas. Fue diseñada por el artista Ernest Booth y se fabricó en Japón. Esta corona fue utilizada por última vez en 1991.
En 1973, Judy Gee, Miss Australia Septentrional, fue excluida de competir en la final de Australia Meridional después de revelarse que era madre soltera. Los organizadores del concurso argumentaron que estaría demasiado ocupada para cumplir con las responsabilidades de la ganadora del título.

### Década de 1980
En la década de 1980, el concurso de Miss Australia enfrentó numerosas críticas. El Año Internacional de las Personas con Discapacidad (1981) aumentó la conciencia pública sobre los derechos de las personas con discapacidad. Grupos de presión y activistas feministas protestaron en contra del concurso, argumentando que ya no era apropiado para las mujeres y que había perdido su utilidad como recaudador de fondos para las personas con discapacidad. La participación disminuyó a medida que las mujeres aprovecharon las crecientes oportunidades en otros ámbitos.
En esta década, el concurso enfrentó dificultades financieras significativas. La competencia por patrocinadores se intensificó debido a la creciente demanda de recursos financieros por parte de otras causas benéficas y eventos deportivos y culturales de alto perfil. En 1984, el concurso dejó de transmitirse en vivo debido a factores como el aumento de los costos de producción, disminución del interés público y altos costos de publicidad televisiva. Estos factores llevaron a una disminución en la viabilidad del concurso para los ejecutivos de televisión.

### Década final
En 1991, Miss Australia fue coronada por «última vez» ya que en un intento por actualizar la imagen del concurso, el nombre se cambió a Miss Australia Awards (en español: Premios Miss Australia). Los elementos tradicionales como bandas, vestidos y cetros fueron reemplazados por trajes empresariales y almuerzos de trabajo, mientras que las participantes pasaron a ser consideradas «fundraisers» (recaudadoras de fondos) en lugar de «reinas de la caridad». Los trofeos fueron reemplazados por placas y los premios cambiaron de viajes, ropa y automóviles a carteras de inversión, becas y préstamos para pequeños negocios.
El debate sobre la inclusión de hombres en los premios surgó en 1993 con la participación de Damian Taylor. Los organizadores consideraron que las entradas masculinas no serían populares entre el público e inicialmente se resistieron a su inclusión. Sin embargo, finalmente permitieron que Taylor compitiera, aunque en una categoría separada. En 1997, Myer, un importante patrocinador del concurso, apoyó a Brad Rodgers. Cuando Rodgers recaudó la mayor cantidad de fondos ese año, los organizadores, reacios a otorgar el título de «Recaudador de Fondos Miss Australia» a un hombre, crearon un nuevo título de «Recaudador Nacional» para él.
En octubre de 1998, anunciaron que el concurso llegaría a su fin en 2000. En 1999, en lugar de un evento nocturno, el anuncio de la ganadora se realizó durante el almuerzo en la Casa del Parlamento en Canberra. La ganadora, Kathryn Hay de Tasmania, aceptó su premio vestida con un traje empresarial blanco.
El 12 de febrero de 2000, en una cena de clausura en el Crown Casino de Melbourne, se anunció a la última Miss Australia, Sheree Primmer de Nueva Gales del Sur.

## Ganadoras

### Concurso organizado porThe Lone Hand
| Año  | La mujer más bella de Australia | Procedencia |
| ---- | ------------------------------- | ----------- |
| 1908 | Alice Buckridge                 | Victoria    |

### Miss Australia
| Año  | Miss Australia     | Procedencia                                     |
| ---- | ------------------ | ----------------------------------------------- |
| 1926 | Beryl Mills        | Walkaway (Australia Occidental)                 |
| 1927 | Phyllis Von Alwyn  | Launceston (Tasmania)                           |
| 1937 | Sheila Martin      | Wagga Wagga (Nueva Gales del Sur)               |
| 1946 | Rhonda Kelly       | Brisbane (Queensland)                           |
| 1947 | Judy Gainford      | Sídney (Nueva Gales del Sur)                    |
| 1948 | Beryl James        | Sídney (Nueva Gales del Sur)                    |
| 1949 | Margaret Hughes    | Sídney (Nueva Gales del Sur)                    |
| 1953 | Maxine Morgan      | Sídney (Nueva Gales del Sur)                    |
| 1954 | Shirley Bliss      | Narrandera (Nueva Gales del Sur)                |
| 1955 | Maureen Kistle     | Toowoomba (Queensland)                          |
| 1956 | June Finlayson     | Sídney (Nueva Gales del Sur)                    |
| 1957 | Helen Wood         | Tinaroo Falls (Queensland)                      |
| 1958 | Pamela McKay       | Brisbane (Queensland)                           |
| 1959 | Joan Stanbury      | Bunbury (Australia Occidental)                  |
| 1960 | Rosemary Fenton    | Sídney (Nueva Gales del Sur)                    |
| 1961 | Tania Verstak      | Sídney (Nueva Gales del Sur)                    |
| 1962 | Tricia Reschke     | Coonawarra (Australia Meridional)               |
| 1964 | Jan Taylor         | Brisbane (Queensland)                           |
| 1965 | Carole Jackson     | Perth (Australia Occidental)                    |
| 1966 | Sue Gallie         | Sídney (Nueva Gales del Sur)                    |
| 1967 | Margaret Rohan     | Adelaida (Australia Meridional)                 |
| 1968 | Helen Newton       | Woombye (Queensland)                            |
| 1969 | Suzanne McClelland | Perth (Australia Occidental)                    |
| 1970 | Rhonda Iffland     | Sídney (Nueva Gales del Sur)                    |
| 1971 | June Wright        | Perth (Australia Occidental)                    |
| 1972 | Gay Walker         | Brisbane (Queensland)                           |
| 1973 | Michelle Downes    | Melbourne (Victoria)                            |
| 1974 | Randy Baker        | Perth (Australia Occidental)                    |
| 1975 | Kerry Doyle        | Sídney (Nueva Gales del Sur)                    |
| 1976 | Sharon Betty       | Adelaida (Australia Meridional)                 |
| 1977 | Francene Maras     | Perth (Australia Occidental)                    |
| 1978 | Gloria Krope       | Melbourne (Victoria)                            |
| 1979 | Anne Sneddon       | Brisbane (Queensland)                           |
| 1980 | Eleanor Morton     | Adelaida (Australia Meridional)                 |
| 1981 | Leanne Dick        | Bundaberg (Queensland)                          |
| 1982 | Jennifer Coupland  | Sídney (Nueva Gales del Sur)                    |
| 1983 | Lisa Cornelius     | Adelaida (Australia Meridional)                 |
| 1984 | Mary-Ann Koznjak   | Canberra (Territorio de la Capital Australiana) |
| 1985 | Maria Ridley       | Moree (Nueva Gales del Sur)                     |
| 1986 | Tracey Pearson     | Sídney (Nueva Gales del Sur)                    |
| 1987 | Judith Green       | Perth (Australia Occidental)                    |
| 1988 | Caroline Lumley    | Nueva Gales del Sur                             |
| 1989 | Lea Dickson        | Geelong (Victoria)                              |
| 1990 | Rebecca Noble      | —                                               |
| 1991 | Helena Wayth       | Melbourne (Victoria)                            |
| 1992 | Suzanne Lee        | —                                               |
| 1993 | Joanne Dick        | Tasmania                                        |
| 1994 | Jayne Bargwanna    | Young (Nueva Gales del Sur)                     |
| 1995 | Margaret Tierney   | Sídney (Nueva Gales del Sur)                    |
| 1996 | Suzanne Haward     | Hobart (Tasmania)                               |
| 1997 | Tracy Secombe      | Adelaida (Australia Meridional)                 |
| 1998 | Suellen Fuller     | —                                               |
| 1999 | Kathryn Hay        | Launceston (Tasmania)                           |
| 2000 | Sheree Primmer     | Nueva Gales del Sur                             |

## Representación internacional

### Miss Universo Australia
: Declarada como ganadora
     : Terminó como finalista
     : Terminó como una de las semifinalistas o cuartofinalistas
     : Terminó como ganadora de premios especiales
| Año  | Miss Universo Australia | Ciudad de origen | Posición en Miss Universo | Premios especiales |
| ---- | ----------------------- | ---------------- | ------------------------- | ------------------ |
| 1954 | Shirley Bliss           | Narrandera       | No clasificó              |                    |
| 1953 | Maxine Morgan           | Sídney           | Cuarta finalista          |                    |

### Miss Internacional Australia
: Declarada como ganadora
     : Terminó como finalista
     : Terminó como una de las semifinalistas o cuartofinalistas
     : Terminó como ganadora de premios especiales
| Año  | Miss Internacional Australia | Posición en Miss Internacional | Premios especiales                       |
| ---- | ---------------------------- | ------------------------------ | ---------------------------------------- |
| 1960 | Joan Stanbury                | No clasificó                   |                                          |
| 1961 | Rosemary Fenton              | No clasificó                   |                                          |
| 1962 | Tania Verstak                | Miss Internacional 1962        | - Miss Fotogénica - Mejor Traje de Noche |
| 1963 | Tricia Reschke               | Top 15                         |                                          |
| 1964 | Janice Margaret Taylor       | No clasificó                   |                                          |
| 1965 | Carole Jackson               | No clasificó                   |                                          |
| 1967 | Margaret Rohan               | No clasificó                   |                                          |
| 1968 | Monique Denise Hughes        | No clasificó                   |                                          |

## Galería de ganadoras

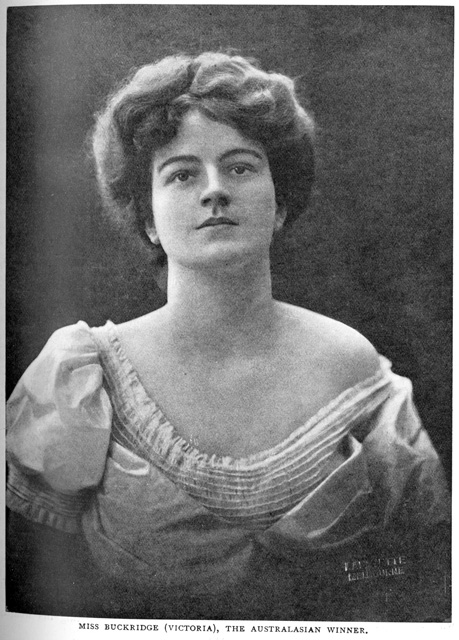
Alice Buckridge, Miss Australia 1908
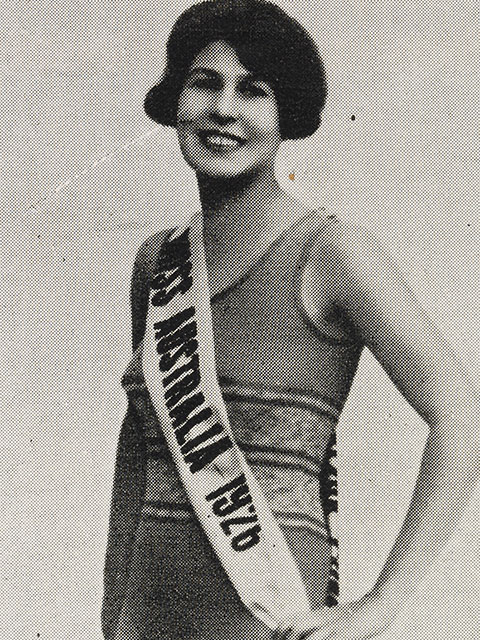
Beryl Mills, Miss Australia 1926
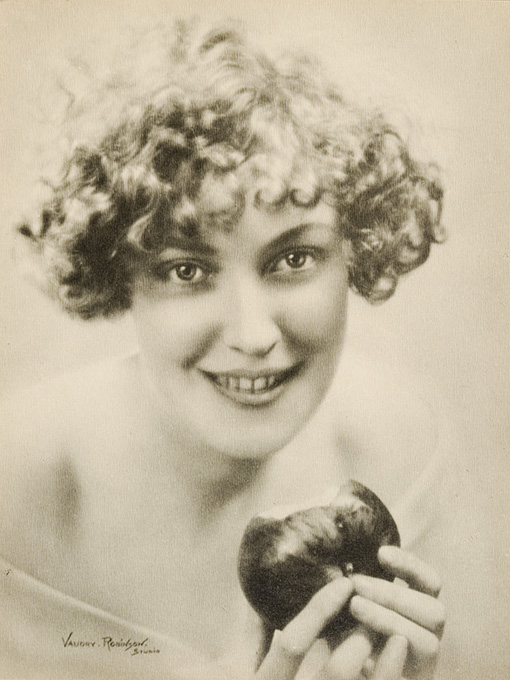
Phyllis Von Alwyn, Miss Australia 1927
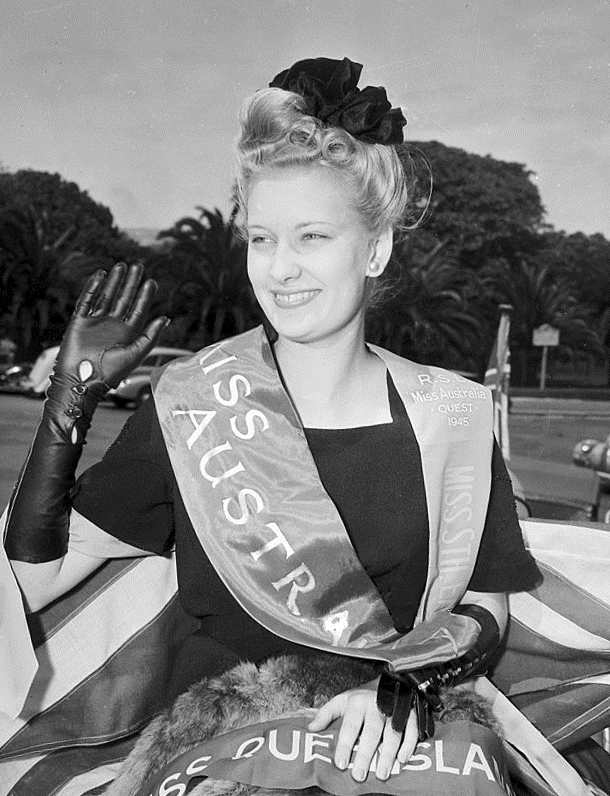
Rhonda Kelly, Miss Australia 1946
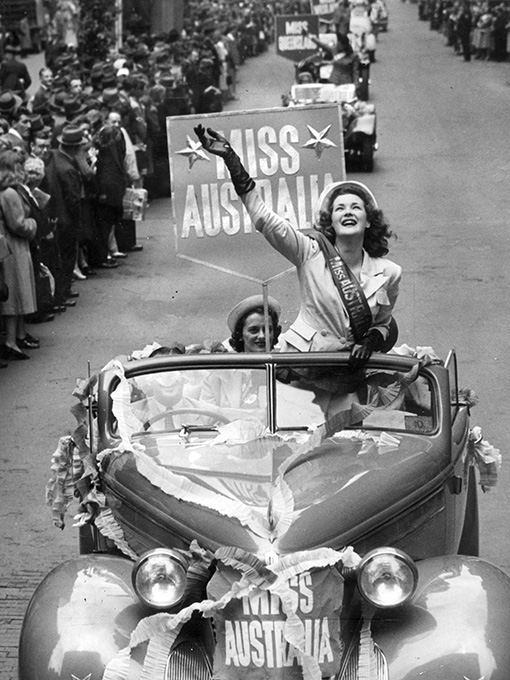
Judy Gainford, Miss Australia 1947
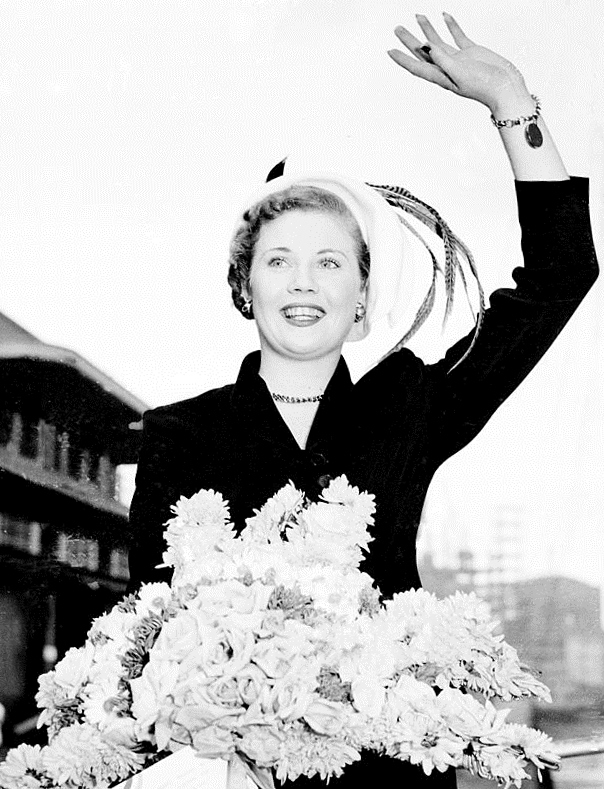
Margaret Hughes, Miss Australia 1949
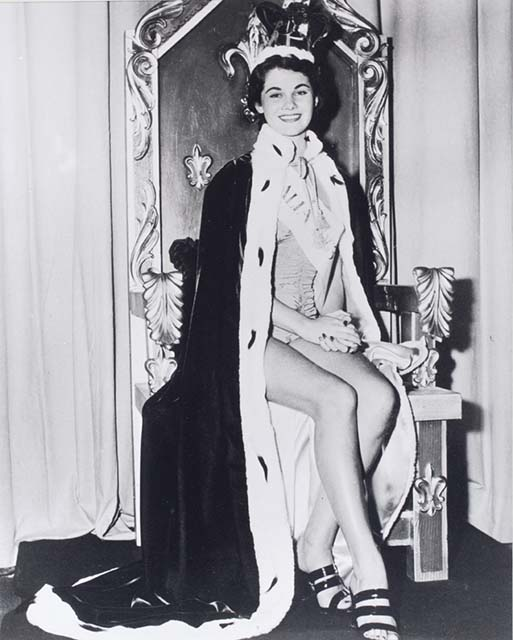
Maxine Morgan, Miss Australia 1953
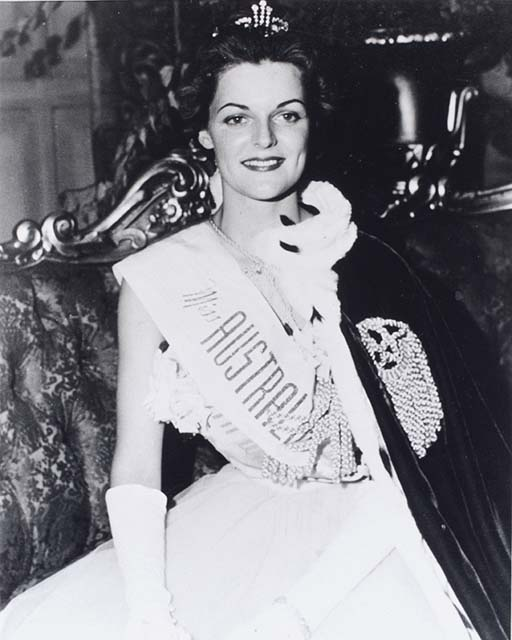
Shirley Bliss, Miss Australia 1954
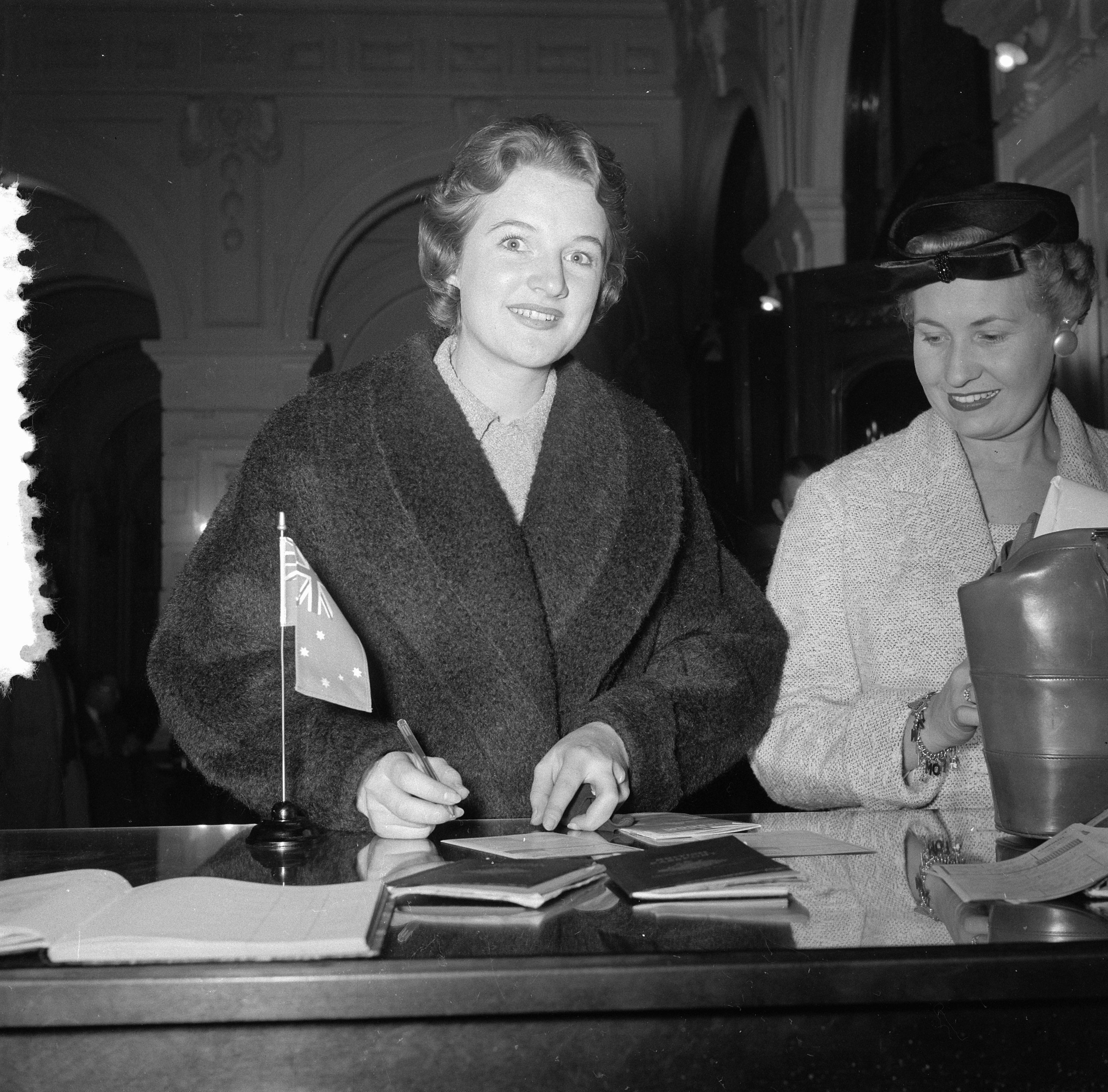
Maureen Kistle, Miss Australia 1955
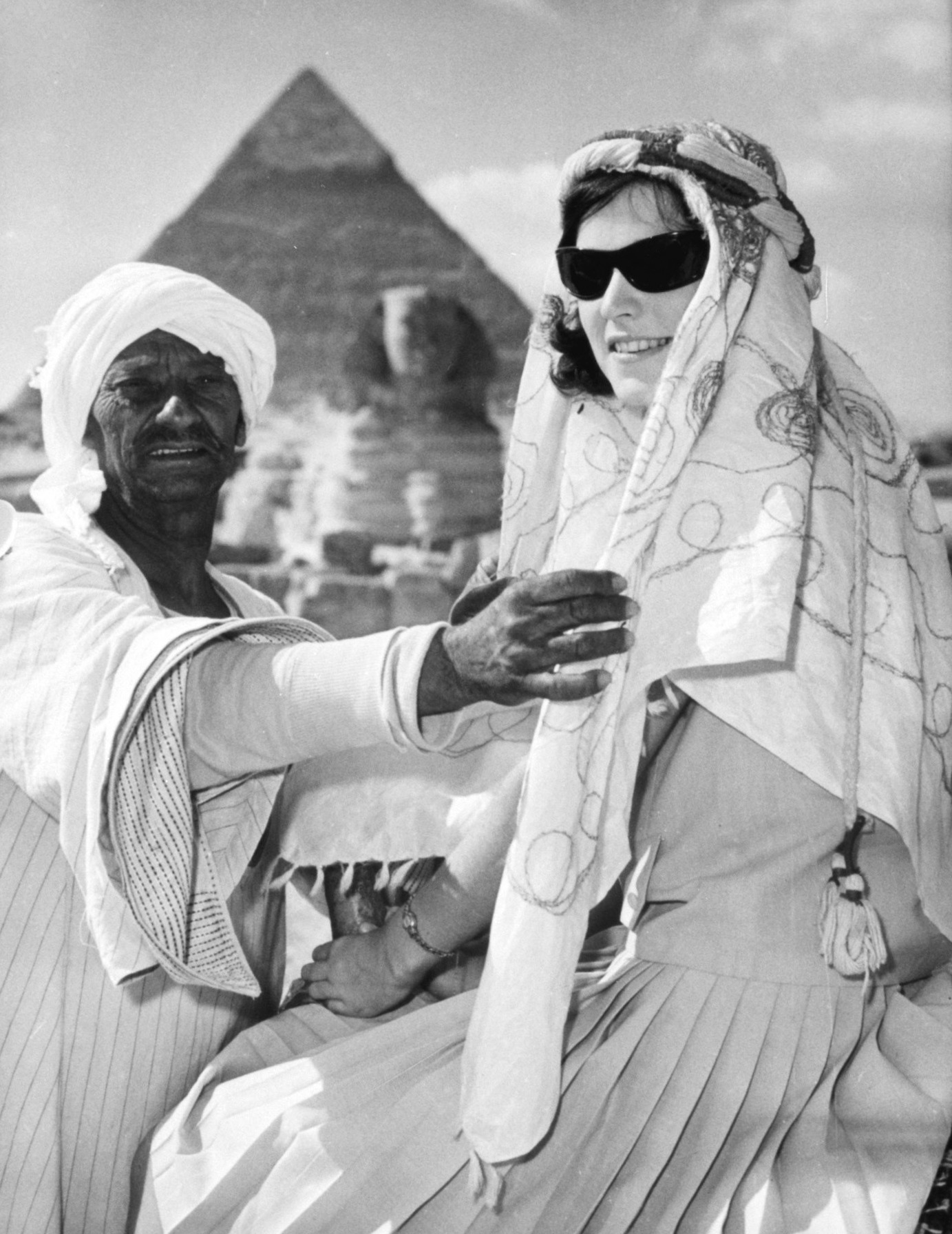
Jan Taylor, Miss Australia 1964
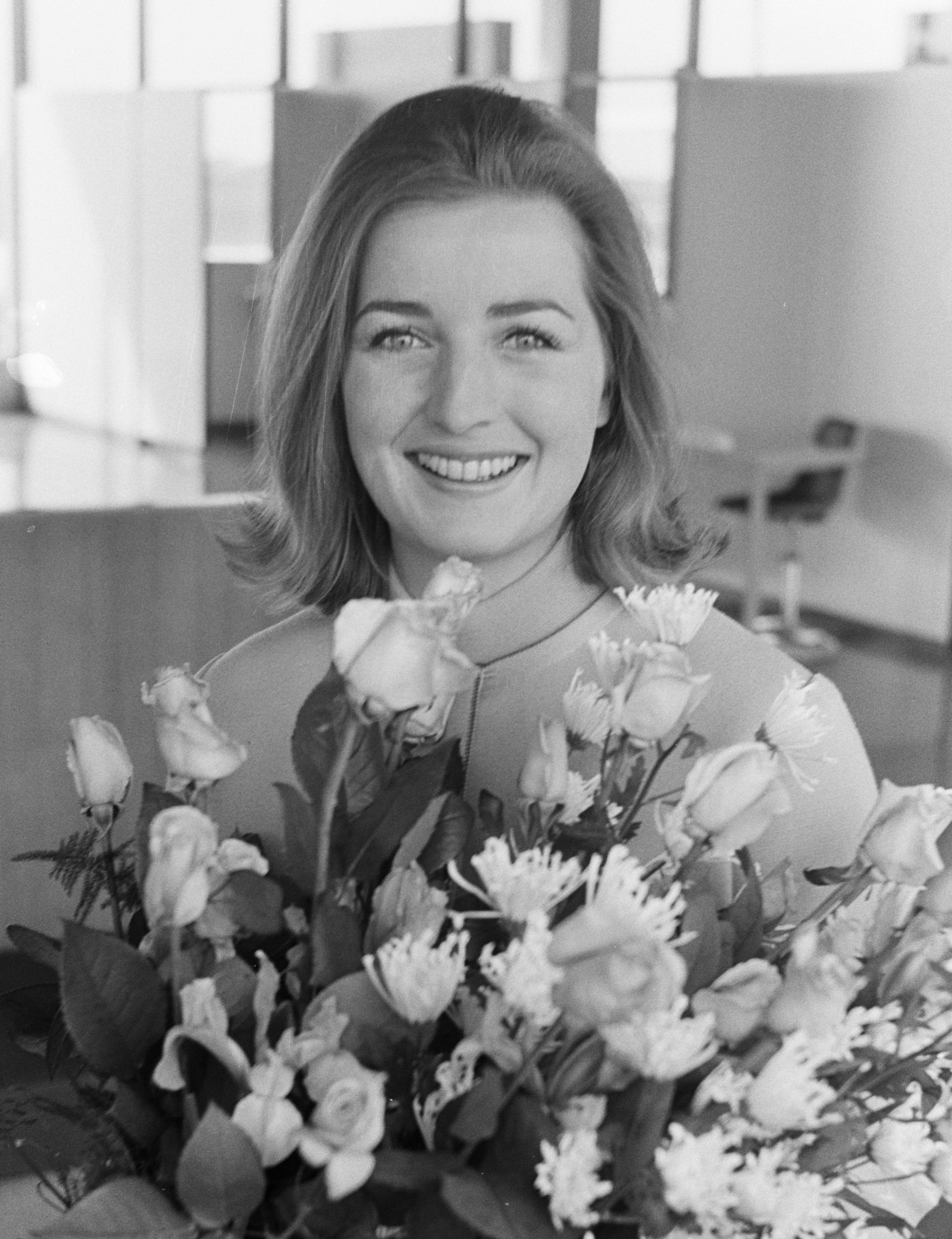
Suzanne McClelland, Miss Australia 1969
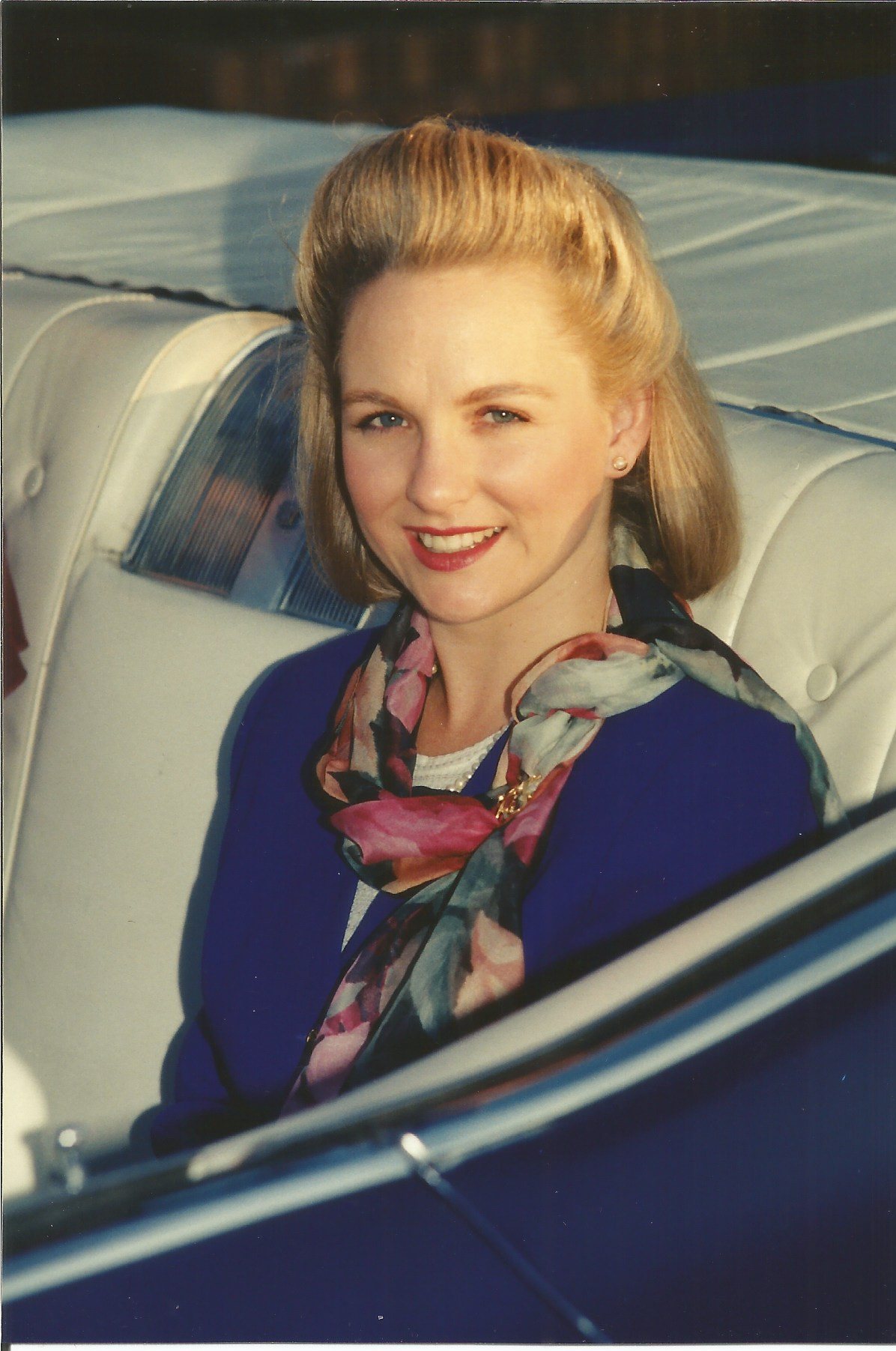
Miss Australia 1994, Jayne Bargwanna